# Damiani (azienda)
Damiani S.p.A. è un'azienda italiana di gioielleria con sede a Valenza, dove è stata fondata nel 1924 da Enrico Grassi Damiani. L'azienda è specializzata nella produzione di gioielli, che vengono realizzati nello stesso distretto orafo sin dalle sue origini.
L'azienda è tuttora gestita dai discendenti del fondatore. La famiglia ha una lunga storia a Valenza, con una presenza che risale a circa quattrocento anni fa.

## Storia

### Gli esordi
Damiani è stata fondata nel 1924 a Valenza da Enrico Grassi Damiani. La sua esperienza come maestro orafo lo portò a realizzare gioielli per diverse famiglie dell’epoca.

### Dagli anni '60 agli anni '90
Negli anni 1960, Damiano Grassi Damiani, figlio di Enrico, favorì lo sviluppo dell'azienda, concentrandosi sull'artigianato e sull'innovazione tecnica. Nel 1976, Damiani ricevette un Diamonds International Award per il bracciale Shark, disegnato da Gabriella, moglie di Damiano.
Negli anni '80, l'azienda introdusse l'uso di personaggi noti nelle proprie campagne pubblicitarie. Nel 1996, dopo la scomparsa di Damiano Grassi Damiani, la gestione passò alla moglie Gabriella e ai figli Guido, Silvia e Giorgio. In questo periodo, l'azienda aprì le prime boutique in Italia e all'estero, inclusa una filiale in Giappone.

### Dal 2000 a oggi
Negli anni 2000, l'azienda ha ampliato la propria presenza all'estero, aprendo negozi monomarca in diverse città, tra cui, Parigi, Londra, Seul, Singapore, Dubai e Tokyo.
Nel 2020, Guido Grassi Damiani, presidente dell'azienda, è stato nominato Cavaliere del Lavoro per il suo contributo alla promozione del Made in Italy e l'impegno sociale.
Nel 2024, in occasione del centenario, l'azienda ha realizzato una mostra e lanciato una collezione commemorativa.

## Prodotti
L'azienda produce bracciali, anelli, collane, orecchini e orologi, con una particolare attenzione nei confronti del design.

## Riconoscimenti
Damiani ha ricevuto diversi riconoscimenti nel settore della gioielleria, tra cui 18 Diamonds International Awards, un premio internazionale assegnato per il design di gioielli con diamanti.
Il Comune di Valenza ha intitolato la piazza dove si trova la sede centrale del gruppo a Damiano Grassi Damiani, dedicandogli una fontana, riconoscendo quindi all'azienda un ruolo rappresentativo della città a livello internazionale.